# PPIAL4C
PPIAL4C (англ. Peptidylprolyl isomerase A like 4C) – білок, який кодується однойменним геном, розташованим у людей на 1-й хромосомі. Довжина поліпептидного ланцюга білка становить 164 амінокислот, а молекулярна маса — 18 156.
| 10         |  | 20         |  | 30         |  | 40         |  | 50         |
| ---------- |  | ---------- |  | ---------- |  | ---------- |  | ---------- |
| MVNSVVFFDI |  | TVDGKPLGRI |  | SIKLFADKIP |  | KTAENFRALS |  | TGEKGFRYKG |
| SCFHRIIPGF |  | MCQGGDFTRP |  | NGTGDKSIYG |  | EKFDDENLIR |  | KHTGSGILSM |
| ANAGPNTNGS |  | QFFICTAKTE |  | WLDGKHVAFG |  | KVKERVNIVE |  | AMEHFGYRNS |
| KTSKKITIAD |  | CGQF       |  |            |  |            |  |            |

A: Аланін

C: Цистеїн

D: Аспарагінова кислота

E: Глутамінова кислота

F: Фенілаланін

G: Гліцин

H: Гістидин

I: Ізолейцин

K: Лізин

L: Лейцин

M: Метіонін

N: Аспарагін

P: Пролін

Q: Глутамін

R: Аргінін

S: Серин

T: Треонін

V: Валін

W: Триптофан

Кодований геном білок за функціями належить до ізомераз, ротамаз. 
Локалізований у цитоплазмі.